# Arthur Moeller van den Bruck
Arthur Moeller van den Bruck (n. 23 aprilie 1876, Solingen, Imperiul German – d. 30 mai 1925, Berlin, Republica de la Weimar) a fost un istoric și scriitor german, fiind cunoscut pentru controversata sa carte din 1923, Das Dritte Reich (Al Treilea Reich), care a promovat naționalismul german și a avut o puternică influență asupra mișcării revoluționare conservatoare și mai târziu asupra Partidului Național Socialist German al Muncitorilor. Cu toate acestea el nu a susținut partidul.
Din 1906 până în 1922 el a publicat, de asemenea, prima traducere germană completă a lucrărilor lui Dostoievski, care i-a aparținut lui Elisabeth Kaerrick.

## Lucrări
- Die moderne Literatur in Gruppen und Einzeldarstellungen (1900)
- Das Variété: Eine Kulturdramaturgie (1900)
- Die Deutschen: Unsere Menschheitsgeschichte (1904)
- Zeitgenossen (1905)
- Die italienische Schönheit (1913)
- Der preußische Stil (1915)
- Das Recht der jungen Völker (1918)
- Das Dritte Reich (1923)